# Lymfevæske
Mellem alt væv og alle celler i kroppen findes lidt klar væske, som kaldes vævsvæske eller lymfevæske.
Hvis en bakterie slipper ind gennem et hul i huden, kommer den ind i lymfen. Der møder den de hvide blodlegemer, som straks vil prøve at bekæmpe den. Lymfevæsken er gennemsigtig og klar som vand. Du kender måske lymfe fra en vabel. Den er fyldt med lymfevæske.